# Edward Waring
Edward Waring (Old Heath, 1736 – Pontesbury, 15 agosto 1798) è stato un matematico inglese.

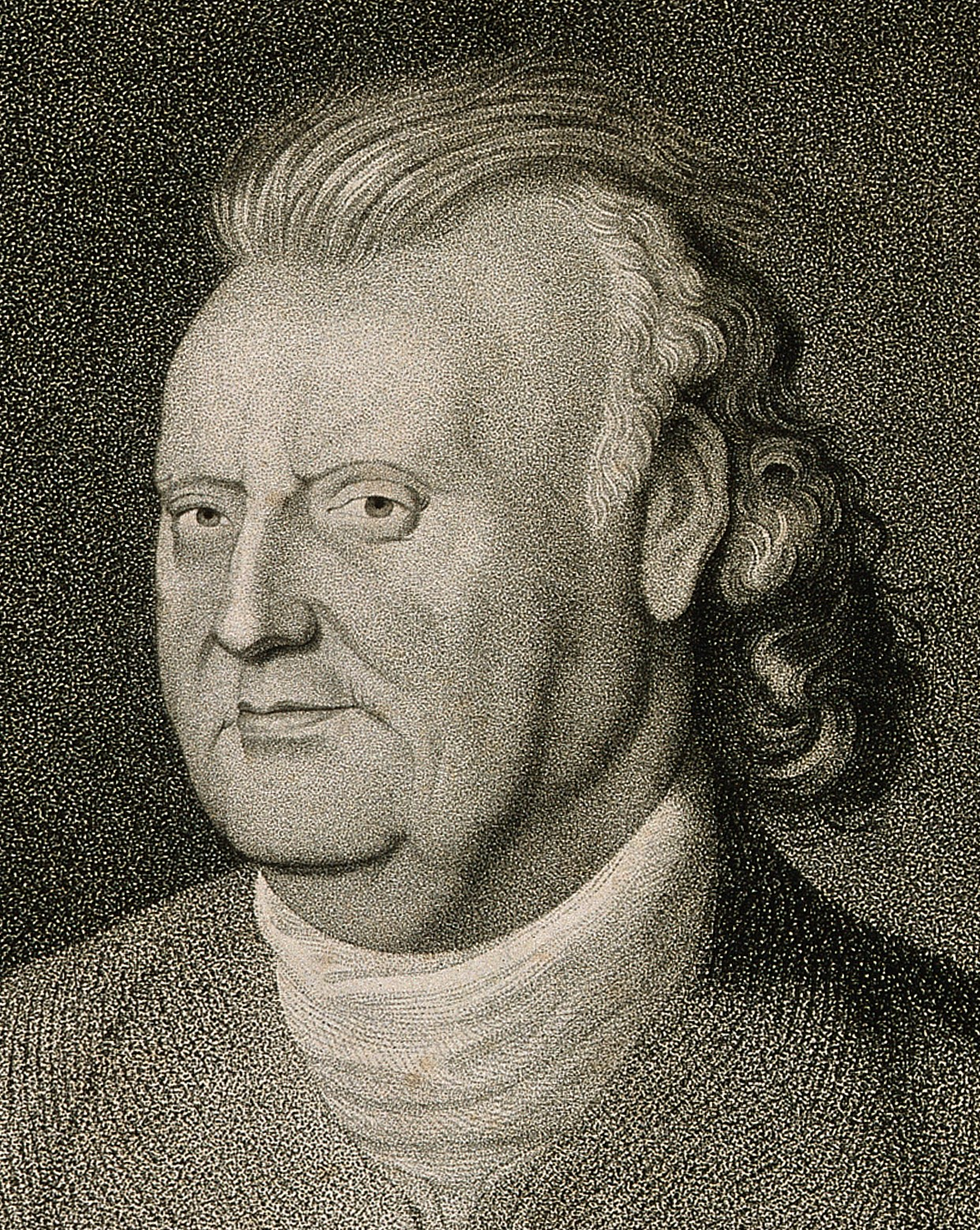
Edward Waring

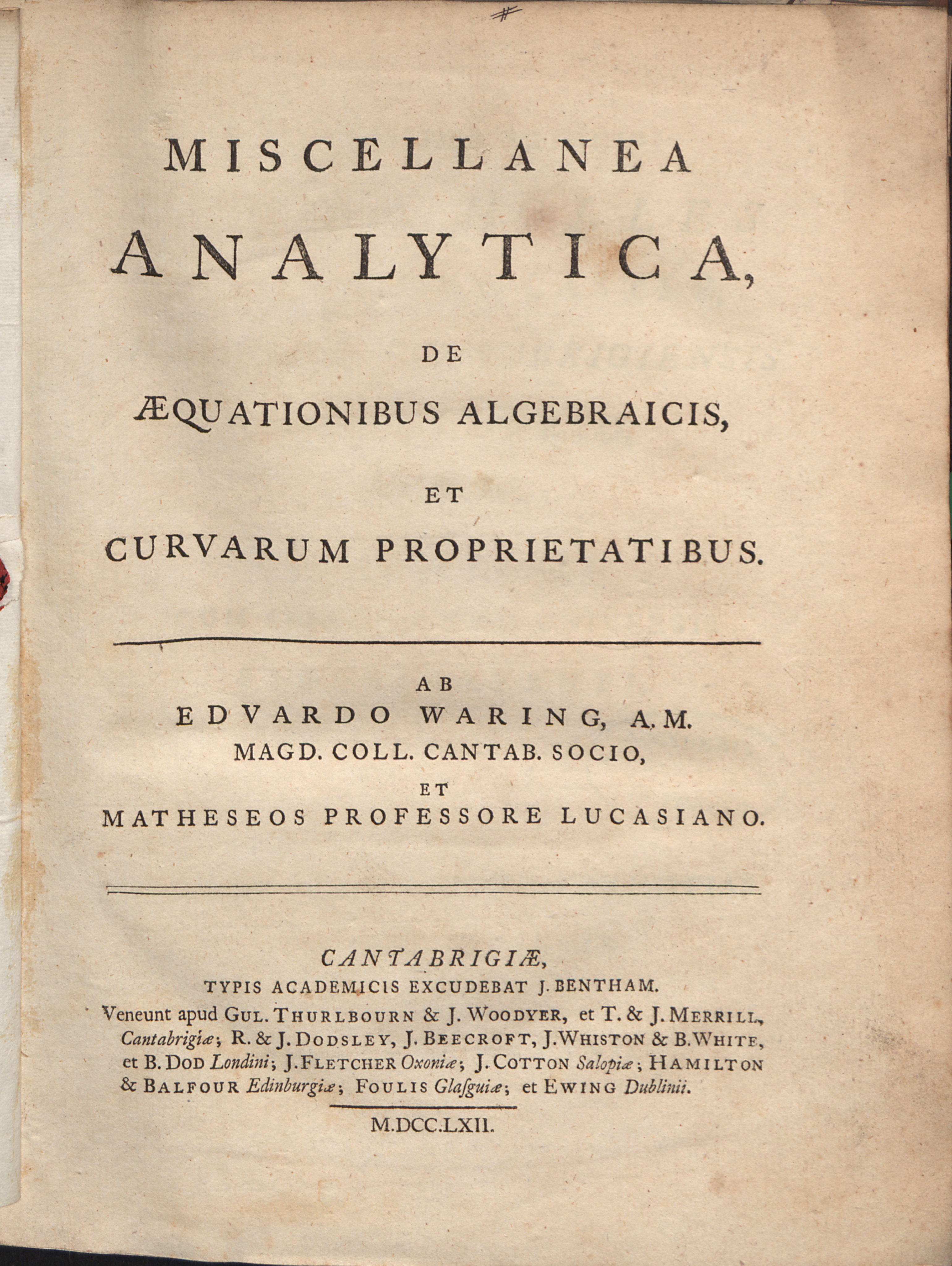
Miscellanea analytica, 1762

A partire dal 1760 fino alla sua morte, insegnò matematica all'Università di Cambridge col titolo di Professore Lucasiano. Si trattava del più antico titolo per l'insegnamento della matematica a Cambridge, associato alla Lucasian Chair of Mathematics.
Nelle sue Meditationes Algebricae formulò il problema di Waring, ma senza pervenire ad una sua dimostrazione.
Fu eletto membro della Royal Society nel 1763 e nel 1784 fu insignito della Medaglia Copley.

## Gioventù
Waring era il figlio maggiore di John ed Elizabeth Waring, una ricca famiglia di contadini. Ha ricevuto la sua educazione presso la Shrewsbury School sotto la guida del Sig. Hotchkin e il 24 marzo 1753 fu ammesso al Magdalene College come borsista. Il suo straordinario talento per la matematica fu riconosciuto fin dai suoi primi anni a Cambridge. Nel 1757 conseguì la laurea di primo grado (Bachelor of Arts) classificandosi fra i primi agli esami di matematica e il 25 aprile 1758 ottenne una borsa di studio come ricercatore al Magdalene College. Appartenne all'Hyson Club, che annoverò tra i suoi membri anche William Paley.

## Carriera professionale
Alla fine del 1759 Waring pubblicò il primo capitolo della Miscellanea Analytica. Il 28 gennaio dell'anno successivo fu nominato Professore Lucasiano in matematica, una delle posizioni più prestigiose a Cambridge. William Samuel Powell, poi tutor al St John's College di Cambridge, si oppose alla nomina di Waring, sostenendo la candidatura di William Ludlam. Nella polemica con Powell, Waring fu invece sostenuto da John Wilson. Infatti Waring era molto giovane e non aveva raggiunto la laurea di secondo grado (Master of Arts), necessaria per concorrere alla cattedra Lucasiana, ma questa possibilità gli fu concessa nel 1760 da un mandato reale. 
Nel 1762 pubblicò la versione completa della Miscellanea Analytica, principalmente dedicata alla teoria dei numeri e alle equazioni algebriche. Nel 1763 è stato ammesso alla Royal Society. Fu insignito della Medaglia Copley nel 1784, ma si ritirò dalla società nel 1795, raggiunti i sessant'anni, “per ragioni d'età”. Waring è stato anche un membro dell'accademia delle scienze di Gottinga e di quella di Bologna. Nel 1767 divenne dottore in medicina, ma la sua attività in campo medico fu piuttosto limitata. Condusse delle sezioni anatomiche con Richard Watson, professore di chimica e successivamente vescovo di Llandaff. Dal 1770 circa fu medico all'ospedale Addenbrooke di Cambridge, e praticò anche a St. Ives nell'Huntingdonshire, dove visse per alcuni anni dopo il 1767. La sua carriera di medico non fu molto brillante, poiché era marcatamente miope ed era un uomo molto timido.

## Vita privata
Waring aveva un fratello minore, Humphrey, che fu ammesso al Magdalene's College nel 1775. Nel 1776 Waring sposò Mary Oswell, sorella di un fabbricante di stoffe a Shrewsbury; si trasferirono a Shrewsbury e successivamente si ritirarono a Plealey, otto miglia fuori dalla città, dove Waring possedeva una proprietà.

## Opere
Waring scrisse numerosi saggi sul periodico Philosophical Transactions of the Royal Society, trattando la risoluzione di equazioni algebriche, la teoria dei numeri, le serie, l'approssimazione delle radici, l'interpolazione, la geometria delle sezioni coniche e la dinamica. Le Meditationes Algebraicae (1770), dove molti dei risultati già pubblicati nella Miscellanea Analytica furono rivisti e ampliati, furono descritte da Joseph Louis Lagrange come “un lavoro ricco di eccellenti ricerche”. In questo lavoro Waring pubblicò numerosi teoremi sulla soluzione delle equazioni algebriche che attrassero l'attenzione dei matematici continentali, ma i suoi migliori risultati riguardarono la teoria dei numeri. In questo lavoro è inclusa la cosiddetta Congettura di Goldbach (ogni numero pari è somma di due numeri primi) e anche la seguente congettura: ogni numero dispari è un numero primo o è la somma di tre numeri primi. Eulero provò che ogni intero positivo è la somma di al più quattro quadrati; Waring suggerì che ogni intero positivo è un cubo o la somma di al più nove cubi. Avanzò inoltre l'ipotesi che ogni intero positivo è un biquadrato o la somma di al più diciannove biquadrati. Queste ipotesi formano quello che è conosciuto come il Problema di Waring. Egli inoltre, con il contributo del suo amico John Wilson, pubblicò un teorema, riguardante i numeri primi; la sua dimostrazione fu resa rigorosa successivamente da Joseph-Louis Lagrange.
In Proprietates Algebraicarum Curvarum (1772) Waring ripubblicò in forma molto rimaneggiata i primi quattro capitoli della seconda parte della Miscellanea Analytica. Egli si è dedicato anche alla classificazione delle curve piane di grado superiore al secondo, perfezionando i risultati ottenuti da Isaac Newton, James Stirling, Eulero e Gabriel Cramer. Nel 1794 pubblicò alcune copie di un lavoro filosofico intitolato “Un saggio sui principi dell'umana conoscenza” che fece circolare tra i suoi amici.
Lo stile matematico di Waring è altamente analitico. Per questo criticò i matematici britannici che si attenevano troppo alla geometria. È significativo che egli fu uno dei firmatari della Residual Analysis (1764) di John Landen, una delle opere in cui la tradizione del calcolo dei fluidi Newtoniani fu più severamente criticata. Nella prefazione delle Meditationes Analyticae, Waring mostrò una buona conoscenza dei matematici continentali quali Alexis Clairaut, Jean le Rond d'Alembert ed Eulero. Lamentava il fatto che in Gran Bretagna la matematica godeva di minor considerazione che nei paesi continentali e desiderava chiaramente essere considerato allo stesso livello dei grandi nomi dei matematici continentali: non v'è dubbio che leggeva i loro lavori ad un livello mai raggiunto da nessun altro matematico inglese del diciottesimo secolo. 
Cosa ancor più notevole, alla fine del terzo capitolo delle Meditationes Analyticae, Waring presenta alcune equazioni parziali di flusso (equazioni alle derivate parziali secondo la terminologia Leibniziana); tali equazioni sono uno strumento matematico di grande importanza nello studio di corpi continui, studio che era quasi completamente sconosciuto in Inghilterra prima dei suoi lavori. Uno dei risultati più interessanti nelle Meditationes Analyticae è un test per la convergenza delle serie comunemente attribuito a d'Alembert (il ‘criterio del rapporto’). La teoria di convergenza delle serie (il cui oggetto è stabilire quando la somma di un infinito numero di termini può dirsi avere somma finita) non era molto sviluppata nel diciottesimo secolo.
Gli studi di Waring furono conosciuti sia in Inghilterra che nel continente, ma non è semplice valutare il loro impatto sullo sviluppo della matematica. Il suo lavoro sulle equazioni algebriche contenuto nella Miscellanea Analytica fu tradotto in italiano da Vincenzo Riccati nel 1770. Lo stile di Waring non è sistematico e la sua esposizione è spesso oscura. Sembra che egli non abbia mai tenuto conferenze e non avesse corrispondenze abituali con altri matematici.

## Morte
Durante i suoi ultimi anni Waring affondò in una profonda malinconia religiosa e una violenta forma influenzale causò la sua morte, a Plealey, il 15 agosto 1798. Fu seppellito presso il cimitero di Fitz, nello Shropshire.